# Revival (Eminem)
Revival (reso graficamente RƎVIVAL) è il nono album in studio del rapper statunitense Eminem, pubblicato il 15 dicembre 2017 dalla Aftermath Entertainment, Shady Records e Interscope Records.
L'album ha debuttato in vetta alla Billboard 200 statunitense, divenendo l'ottavo album in studio di fila del rapper a raggiungere tale obiettivo, segnando così un record nella classifica.

## Produzione
Nell'ottobre 2016 Eminem, in occasione della pubblicazione del singolo Campaign Speech, ha rivelato attraverso Twitter di essere al lavoro al seguito del precedente The Marshall Mathers LP 2. La produzione dell'album è poi proseguita anche nel 2017 presso diversi studi di registrazioni, nei quali i brani sono stati prodotti, tra i tanti, da Dr. Dre, Rick Rubin, Skylar Grey e Alex da Kid.

## Promozione

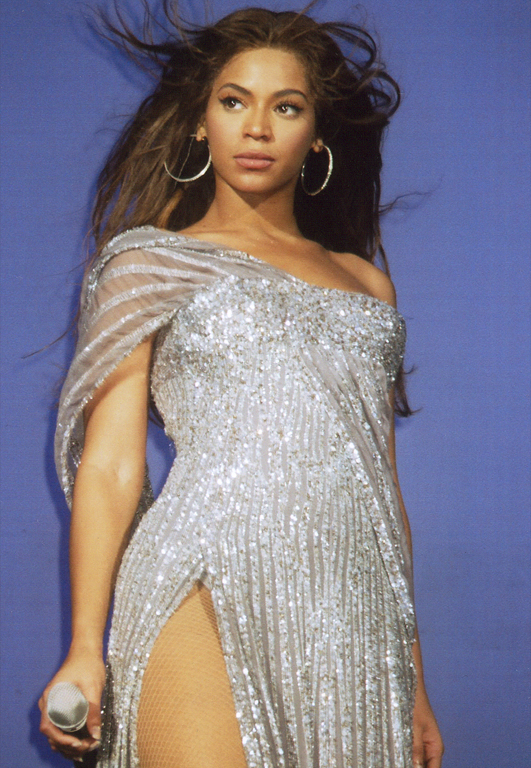
Beyoncé ha collaborato con Eminem nel primo singolo dell'album

Il 25 ottobre 2017 Paul Rosenberg ha pubblicato una foto su Instagram del nuovo album di Yelawolf, Trial by Fire. Sullo sfondo della foto, c'è un annuncio pubblicitario che promuove un farmaco chiamato "Revival". I sospetti si sono risvegliati quando i fan hanno notato che la "E" in "Revival" era invertita, simile ai precedenti loghi di Eminem. Sul sito web, un video promozionale su "Revival" fa riferimento alla canzone di Eminem Lose Yourself. Il sito web fa anche riferimento a Sing for the Moment, Brain Damage, Fack, Role Model e Any Man. Il sito web è anche registrato su una delle etichette di Eminem, Interscope Records.
L'8 novembre 2017 il rapper ha pubblicato su Twitter una foto di una prescrizione medica riportante la frase "Walk on Water, prendere come necessario". Ciò ha causato la speculazione che il primo singolo sarà intitolato appunto "Walk on Water". La nota del falso medico era etichettata con il logo per Revival. Il 9 novembre Paul Rosenberg ha condiviso un video su Instagram in cui ha mostrato Trevor, il portavoce della campagna Revival affermando che "sarai in grado di camminare sull'acqua con la rinascita a mezzogiorno EST", confermando la canzone. La canzone, fatta in collaborazione con Beyoncé è stata pubblicata il 10 novembre 2017. Il 4 dicembre 2017, il singolo, raggiunge 50 milioni di visualizzazioni e 1 milione di mi piace.
Come seconda anticipazione dell'album, l'8 dicembre Eminem ha reso disponibile per l'ascolto il brano Untouchable.
L'album è infine uscito il 15 dicembre 2017 nei formati fisici e digitale. Il 5 dicembre 2017, Eminem ha condiviso su Instagram la lista tracce ufficiale dell'album.
Il 22 dicembre 2017 è entrato nelle stazioni radiofoniche italiane il secondo singolo River, inciso in collaborazione con il cantautore britannico Ed Sheeran, mentre l'8 gennaio 2018 è stata la volta di Chloraseptic, pubblicata in una versione remixata che ha visto la partecipazione di 2 Chainz.

## Tracce
1. Walk on Water (feat. Beyoncé) – 5:04 (Marshall Mathers, Holly Hafermann, Beyoncé Knowles)
2. Believe – 5:15 (Marshall Mathers, Luis Resto, Mark Batson, Mike Strange)
3. Chloraseptic (feat. Phresher) – 5:01 (Marshall Mathers, Denaun Porter, Erick Sermon, Parrish Smith)
4. Untouchable – 6:10 (Marshall Mathers, Emile Haynie, Mark Batson, Denaun Porter, Thomas Chong, Gayle Delorme, Richard Martin, Duval A Clear, Andre Brown, Tyrone Kelsie, Eric McIntosh)
5. River (feat. Ed Sheeran) – 3:41 (Marshall Mathers, Emile Haynie, Ed Sheeran)
6. Remind Me (Intro) – 0:26 (Andre Young, Theron Feemster, Trevor Lawrence Jr.)
7. Remind Me – 3:45 (Marshall Mathers, Jake Richards, Allan Sachs, Jesse Bonds Weaver Jr., Matt Dike, Luther Rabb, James Walters, Marvin Young)
8. Revival (Interlude) – 0:51 (Marshall Mathers, Alicia Lemke, Bryan Frizel, Aaron Kleinstub, Regina Spektor)
9. Like Home (feat. Alicia Keys) – 4:05 (Marshall Mathers, Holly Hafermann, A. Jackson, Justin Smith, Paul Rosenberg, Luis Resto, Alicia Augello-Cook)
10. Bad Husband (feat. X Ambassadors) – 4:47 (Marshall Mathers, Alexander Grant, Luis Resto, Sam Harris)
11. Tragic Endings (feat. Skylar Grey) – 4:12 (Marshall Mathers, Holly Hafermann, Alexander Grant)
12. Framed – 4:13 (Marshall Mathers, Farid Nassar, David John Byron, Kenneth William Hensley)
13. Nowhere Fast (feat. Kehlani) – 4:24 (Marshall Mathers, Mark Batson, Antonina Armato, Timothy James Price, Chauncey Hollis, Thomas Armato Sturges)
14. Heat – 4:10 (Marshall Mathers, Darryl McDaniels, Joseph Simmons, Larry Smith, Adam Horovitz, Rick Rubin)
15. Offended – 5:20 (Marshall Mathers, Ray Fraser, Charles Bradley, Thomas Brenneck, David Guy, Leon Michels)
16. Need Me (feat. P!nk) – 4:25 (Marshall Mathers, Holly Hafermann, Jon Ingoldsby, Alexander Grant)
17. In Your Head – 3:02 (Marshall Mathers, Dolores O'Riordan, Marc Shemer)
18. Castle – 4:14 (Marshall Mathers, Khalil Abdul-Rahman, Pranam Injeti, Erik Alcock, Liz Rodrigues)
19. Arose – 4:34 (Marshall Mathers, Barry White, Amanda McBroom)

## Classifiche

### Classifiche settimanali
| Classifica (2017/18) | Posizione massima |
| -------------------- | ----------------- |
| Australia            | 1                 |
| Austria              | 2                 |
| Belgio (Fiandre)     | 6                 |
| Belgio (Vallonia)    | 20                |
| Canada               | 1                 |
| Danimarca            | 2                 |
| Finlandia            | 1                 |
| Francia              | 13                |
| Germania             | 2                 |
| Irlanda              | 3                 |
| Italia               | 7                 |
| Norvegia             | 1                 |
| Nuova Zelanda        | 3                 |
| Paesi Bassi          | 1                 |
| Portogallo           | 9                 |
| Regno Unito          | 1                 |
| Repubblica Ceca      | 6                 |
| Spagna               | 18                |
| Stati Uniti          | 1                 |
| Svezia               | 2                 |
| Svizzera             | 1                 |
| Ungheria             | 14                |

### Classifiche di fine anno
| Classifica (2017)         | Posizione |
| ------------------------- | --------- |
| Australia                 | 21        |
| Germania                  | 67        |
| Italia                    | 97        |
| Regno Unito               | 20        |
| Classifica (2018)         | Posizione |
| Australia                 | 31        |
| Austria                   | 60        |
| Belgio (Fiandre)          | 52        |
| Belgio (Vallonia)         | 122       |
| Canada                    | 5         |
| Danimarca                 | 13        |
| Germania                  | 58        |
| Islanda                   | 78        |
| Italia                    | 77        |
| Paesi Bassi               | 63        |
| Regno Unito               | 32        |
| Stati Uniti               | 32        |
| Stati Uniti (R&B/hip-hop) | 21        |
| Stati Uniti (rap)         | 18        |
| Svezia                    | 25        |
| Svizzera                  | 6         |